# Tour de Suisse 2001
Die 65. Tour de Suisse fand vom 19. bis 28. Juni 2001 statt. Sie wurde in neun Etappen und einem Prolog über eine Distanz von 1412,5 Kilometern ausgetragen.
Gesamtsieger wurde Lance Armstrong, der auch zwei Etappen für sich entscheiden konnte. Der Sieg wurde Armstrong jedoch nachträglich wegen Dopings aberkannt.
Die Rundfahrt startete im deutschen Rust mit einem Prolog über 7,9 Kilometer und endete in Lausanne.

## Etappen
| Etappe    | Tag      | Start – Ziel          | km         | Etappensieger       | Gesamtwertung      |
| --------- | -------- | --------------------- | ---------- | ------------------- | ------------------ |
| Prolog    | 16. Juni | Rust – Rust           | 7,9 (EZF)  | Lance Armstrong     | Lance Armstrong    |
| 1. Etappe | 20. Juni | Rust – Basel          | 173,6      | Erik Zabel          | Lance Armstrong    |
| 2. Etappe | 21. Juni | Reinach – Baar        | 162,7      | Gianluca Bortolami  | Gianluca Bortolami |
| 3. Etappe | 22. Juni | Baar – Wildhaus       | 144        | Alexander Winokurow | Gianluca Bortolami |
| 4. Etappe | 23. Juni | Widnau – St. Gotthard | 220,6      | Dimitri Konyschew   | Wladimir Belli     |
| 5. Etappe | 24. Juni | Mendrisio – Mendrisio | 174,1      | Sergei Iwanow       | Wladimir Belli     |
| 6. Etappe | 25. Juni | Locarno – Naters      | 156,6      | Stefano Garzelli    | Wladimir Belli     |
| 7. Etappe | 26. Juni | Sion – Crans-Montana  | 25,1 (EZF) | Lance Armstrong     | Lance Armstrong    |
| 8. Etappe | 27. Juni | Sion – Lausanne       | 166,8      | Erik Zabel          | Lance Armstrong    |
| 9. Etappe | 28. Juni | Lausanne – Lausanne   | 175,9      | Oscar Camenzind     | Lance Armstrong    |